# East Jersey
East Jersey, împreună cu West Jersey, a fost o provincie distinctă, separat guvernată a coloniei britanice Province of New Jersey, care a existat concomitent cu West Jersey pentru o perioadă de 28 de ani, între 1674 și 1702.  Capitala sa a fost orașul Perth Amboy.
Determinarea exactă a unei linii de demarcație între cele două provincii a fost adesea subiectul unei dispute, care a continuat și după reunirea lor din 1702, dar cele două provincii "vechi" corespondeau grosso-modo cu cele două părți de azi ale statului New Jersey, numite North Jersey, respectiv South Jersey.

## Scurt istoric
Cele două părți ale fostei colonii Jersey, West și East Jersey, au fost influențate diferit de diferite grupuri europene colonizatoare.  Astfel, în timp ce partea de vest era sub influența unor grupuri de quakeri, care erau exclusiv de descendență engleză, partea de est era sub influența unor grupuri diverse etnic, dintre care olandezii erau predominanți, mai ales anterior perioadei de dinanintea cuceririi engleze din 1664.  De fapt, olandezii aproape abandonaseră colonizarea părții aflate la vest de Hudson River din cauza numeroaselor conflicte avute cu grupuri aparținând populației native americane.
În perioada imediat următoare cuceririi engleze, 1664 - 1674, cele mai multe colonizări au fost efectuate în partea cunoscută ca New England (sau Noua Anglie) și Long Island.  Orașele Elizabethtown și Newark aveau în particular un puternic caracter puritan.  La sud de Raritan River porțiunea numită Monmouth a fost colonizată mai ales de quakeri din Long Island.
Deși un număr semnificativ de proprietari de pământ din partea numită East Jersey erau quakeri, având chiar și un guvernator din rândul lor, Robert Barclay, influența politică exercitată de aceștia nu a fost semnificativă.  Chiar atunci când Barclay a încurajat o imigrare semnificativă din insulele britanice către Colonia New Jersey, aceasta a mizat, cu mult succes, mult mai pe scoțieni decât pe prezența coreligionarilor săi.  O explicație parțială a acestei politici se datorește și faptului că prietenul lui Barclay, William Penn, creditat cu fondarea Coloniei Pennsylvania, reușise să creeze în urma fondării orașului Philadelphia un puternic centru urban al quakerilor.
Frecvente dispute între locuitorii permanenți ai zonei și proprietarii pământurilor, care erau mai ales absenți, au continuat constant până la predarea provinciei Reginei Anne a Angliei în anul 1702.  Deși începând cu 1682, guvernatorul de atunci, Barclay, împreună cu alți proprietari scoțieni au investit în dezvoltarea orașului portuar Perth Amboy ca și capitală a provinciei, totuși, pentru întreaga perioadă a existenței provinciei East Jersey ca o provincie separată, căpitănia orașului New York City a refuzat constant să-i confere acestui port statutul de port de intrare legal.
În 1675, pentru rațiuni administrative, East Jersey a fost divizat în patru comitate Bergen County, Essex County, Middlesex County și Monmouth County.